# 260年代
| 千纪： | 1千纪                                                                                  |
| 世纪： | 2世纪 \| 3世纪 \| 4世纪                                                                |
| 年代： | 230年代 \| 240年代 \| 250年代 \| 260年代 \| 270年代 \| 280年代 \| 290年代              |
| 年份： | 260年 \| 261年 \| 262年 \| 263年 \| 264年 \| 265年 \| 266年 \| 267年 \| 268年 \| 269年 |

## 大事记
- 司马氏控制曹魏大权，灭蜀汉，司马炎取代曹魏，建立晋朝，史称西晋

## 逝世
- 曹髦（260年去世）
- 姜维（264年去世）
- 邓艾（264年去世）
- 钟会（264年去世）
- 孙休（264年去世）
- 司马昭（265年去世）